# V513 Геркулеса
V513 Геркулеса (лат. V513 Herculis) — двойная затменная переменная звезда типа W Большой Медведицы (EW) в созвездии Геркулеса на расстоянии приблизительно 2915 световых лет (около 894 парсек) от Солнца. Видимая звёздная величина звезды — от +15,7m до +15,3m. Орбитальный период — около 0,3038 суток (7,2905 часа).
Открыта Куно Хофмейстером в 1959 году*.

## Характеристики
Первый компонент — жёлто-белая звезда спектрального класса F. Масса — около 1,13 солнечной, радиус — около 1,19 солнечного, светимость — около 1,06 солнечной. Эффективная температура — около 6600 K.
Второй компонент — жёлто-белая звезда спектрального класса G-F. Масса — около 0,25 солнечной, радиус — около 0,6 солнечного, светимость — около 0,4 солнечной. Эффективная температура — около 6071 K.